# Michel Lavalou
Michel Lavalou, né le 27 septembre 1930 à Morlaix et mort le 6 juillet 2002 à Compiègne, est un chimiste et industriel français.

## Biographie
Michel Lavalou est ingénieur (69° promotion, diplômée en 1954) de l’ESPCI ParisTech, et titulaire d'un doctorat d'État de chimie. Il commence sa carrière chez Rhône-Poulenc dont il devient Directeur de la Recherche et du Développement. En 1985, il est appelé par Hubert Curien pour assumer le poste de vice-Président de la Mission Scientifique au Ministère de la recherche. Il préside ensuite l'Université de technologie de Compiègne (UTC) de 1987 à 1995. À partir de 1995 et jusqu'à la fin 1999, il préside le Conseil pour les Applications de l'Académie des Sciences (CADAS) qu'il rend indépendant de l'Académie des sciences en fondant l'Académie des technologies.
Michel Lavalou est fait Officier de la Légion d'honneur en 1993 et est membre de l'Académie des technologies. Apologiste mondial des savoir-faire de l'Université de Technologie de Compiègne en matière de transferts technologiques, Michel Lavalou a été fait docteur honoris causa de diverses universités dont la Pontifícia Universidade Católica do Paraná (Curitiba, Parana, Brésil, 1993).

## Distinctions
- Officier de la Légion d'honneur (1994)
- Chevalier de la Légion d'honneur (1986)
- Officier de l'ordre national du Mérite